# دودجفيل
دودجفيل (ويسكونسن) (بالإنجليزية: Dodgeville, Wisconsin)‏ هي بلدة، fourth-class city و مقر المقاطعة تقع في الولايات المتحدة في مقاطعة آيوا (ويسكونسن). يقدر عدد سكانها بـ 4,693 نسمة ومساحتها 10.08 كم2 .

## التركيبة السكانية
قام مكتب تعداد الولايات المتحدة بتحديد بيانات التركيبة السكانية لدودجفيلفي تعداد الولايات المتحدة. في ما يلي، التركيبة السكانية حسب تعدادي 2000 و2010.

### تعداد عام 2000
بلغ عدد سكان دودجفيل 4,220 نسمة بحسب تعداد عام 2000، وبلغ عدد الأسر 1,751 أسرة وعدد العائلات 1,131 عائلة مقيمة في المدينة. في حين سجلت الكثافة السكانية 1,178.5 نسمة لكل ميل مربع (455.0/كم2). وبلغ عدد الوحدات السكنية 1,831 وحدة بمتوسط كثافة قدره 511.3 نسمة لكل ميل مربع (197.4/كم2).
وتوزع التركيب العرقي للمدينة بنسبة 98.06% من البيض و 0.02% من الأمريكيين الأصليين و 0.59% من الأمريكيين ذوي الأصول الآسيوية و 0.05% من سكان جزر المحيط الهادئ و 0.36% من الأمريكيين الأفارقة و 0.76% من عرقين مختلطين أو أكثر.
بلغ عدد الأسر 1,751 أسرة كانت نسبة 33.1% منها لديها أطفال تحت سن الثامنة عشر تعيش معهم، وبلغت نسبة الأزواج القاطنين مع بعضهم البعض 51.5% من أصل المجموع الكلي للأسر، ونسبة 10.5% من الأسر كان لديها معيلات من الإناث دون وجود شريك، وكانت نسبة 35.4% من غير العائلات.
بلغ العمر الوسطي للسكان 37 عاماً. وكانت نسبة 25.8% من القاطنين تحت سن الثامنة عشر، وكانت نسبة 6.3% بين الثامنة عشر والأربعة وعشرون عاماً، ونسبة 31.5% كانت واقعةً في الفئة العمرية ما بين الخامسة والعشرون حتى والأربعة وأربعون عاماً، ونسبة 19.9% كانت ما بين الخامسة والأربعون حتى الرابعة والستون، ونسبة 16.5% كانت ضمن فئة الخامسة والستون عاماً فما فوق.
بلغ متوسط دخل الأسرة في المدينة 41,615 دولار، أما متوسط دخل العائلة فبلغ 50,755 دولار. وكان متوسط دخل الذكور 32,738 دولار مقابل 24,047 دولار للإناث. وسجل دخل الفرد الخاص بالمدينة 20,962 دولار. وكانت نسبة 2.7% من العائلات ونسبة 5.3% من السكان تحت خط الفقر، وكان من هؤلاء نسبة 4.3% تحت سن الثامنة عشر ونسبة 16.0% في الخامسة والستين من العمر وما فوق.

### تعداد عام 2010
بلغ عدد سكان دودجفيل 4,693 نسمة بحسب تعداد عام 2010، وبلغ عدد الأسر 1,965 أسرة وعدد العائلات 1,229 عائلة مقيمة في المدينة. في حين سجلت الكثافة السكانية 1,206.4 نسمة لكل ميل مربع (465.8/كم2). وبلغ عدد الوحدات السكنية 2,117 وحدة بمتوسط كثافة قدره 544.2 لكل ميل مربع (210.1/كم2).
وتوزع التركيب العرقي للمدينة بنسبة 97.3% من البيض و 0.3% من الأمريكيين الأصليين و 1.0% من الأمريكيين ذوي الأصول الآسيوية و 0.5% من الأمريكيين الأفارقة و 0.8% من عرقين مختلطين أو أكثر.
بلغ عدد الأسر 1,965 أسرة كانت نسبة 33.3% منها لديها أطفال تحت سن الثامنة عشر تعيش معهم، وبلغت نسبة الأزواج القاطنين مع بعضهم البعض 47.0% من أصل المجموع الكلي للأسر، ونسبة 11.2% من الأسر كان لديها معيلات من الإناث دون وجود شريك، بينما كانت نسبة 4.4% من الأسر لديها معيلون من الذكور دون وجود شريكة وكانت نسبة 37.5% من غير العائلات. تألفت نسبة 32.8% من أصل جميع الأسر من أفراد ونسبة 13.8% كانوا يعيش معهم شخص وحيد يبلغ من العمر 65 عاماً فما فوق. وبلغ متوسط حجم الأسرة المعيشية 2.98، أما متوسط حجم العائلات فبلغ 2.35.
بلغ العمر الوسطي للسكان 37.8 عاماً. وكانت نسبة 26.8% من القاطنين تحت سن الثامنة عشر، وكانت نسبة 6.1% بين الثامنة عشر والأربعة وعشرون عاماً، ونسبة 27.3% كانت واقعةً في الفئة العمرية ما بين الخامسة والعشرون حتى والأربعة وأربعون عاماً، ونسبة 25.5% كانت ما بين الخامسة والأربعون حتى الرابعة والستون، ونسبة 14.3% كانت ضمن فئة الخامسة والستون عاماً فما فوق. وتوزع التركيب الجنسي للسكان بنسبة 47.5% ذكور و52.5% إناث.

## المدن التوأمة
مدينة Oakham هي مدينة توأمة لـدودجفيل (ويسكونسن).